# Liste der Kardinalskreierungen Leos XIII.

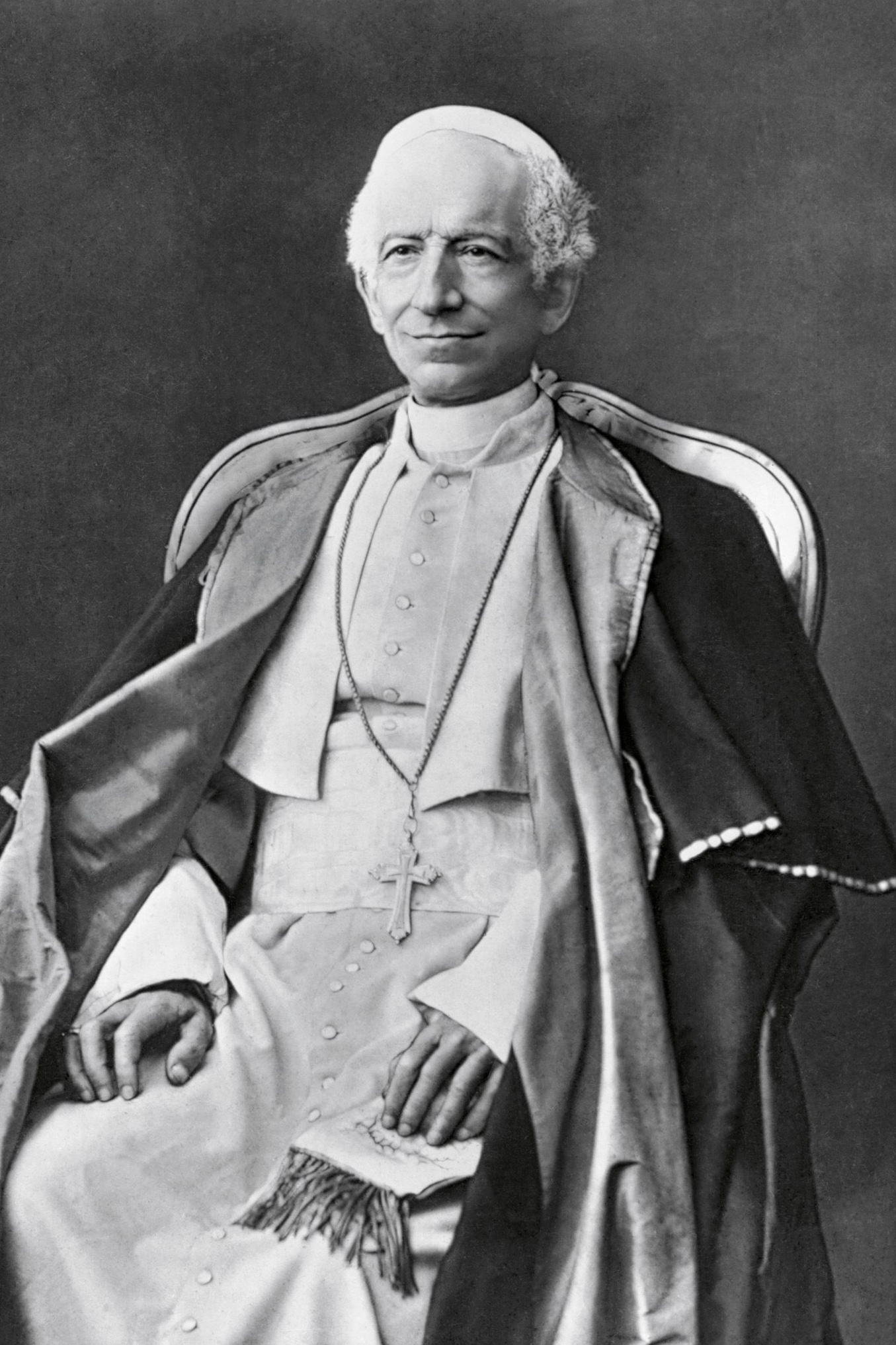
Papst Leo XIII. (1878)

Papst Leo XIII. nahm im Lauf seines Pontifikates (1878–1903) in 27 Konsistorien die Kreierung von 147 Kardinälen vor.

## 12. Mai 1879

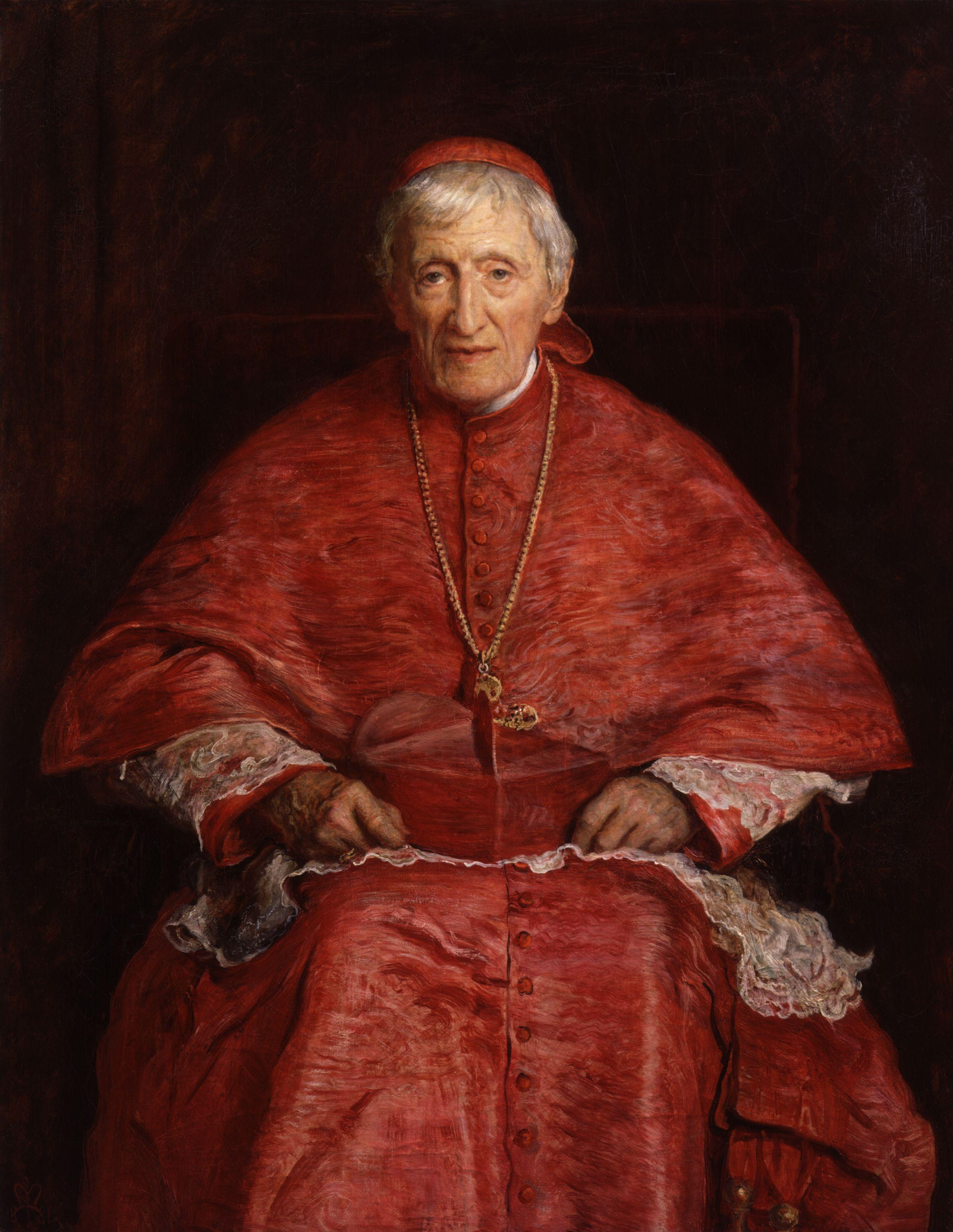
John Henry Newman (1881)

- Friedrich Egon von Fürstenberg
- Florian-Jules-Félix Desprez
- Lajos Haynald
- Louis-Èdouard-François-Désiré Pie
- Americo Ferreira dos Santos Silva
- Gaetano Alimonda
- Giuseppe Pecci SJ
- John Henry Newman CO
- Josef Hergenröther
- Tommaso Maria Zigliara OP

## 19. September 1879
- Pier Francesco Meglia
- Giacomo Cattani
- Lodovico Jacobini
- Domenico Sanguigni

## 13. Dezember 1880
- Andon Bedros Hassun
- in pectore Carlo Laurenzi

- in pectore Pietro Lasagni
- in pectore Francesco Ricci Paracciani

## 27. März 1882

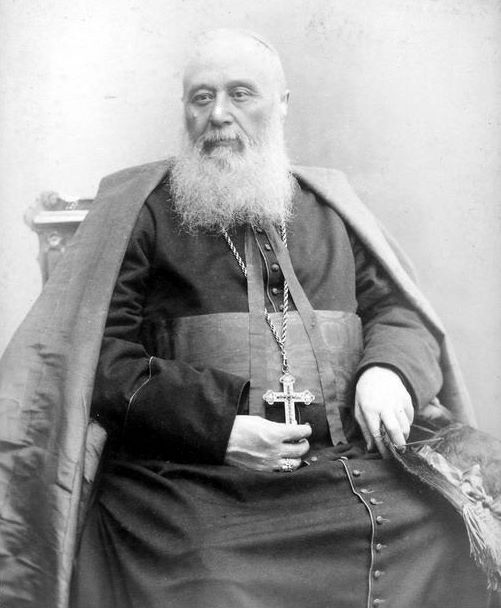
Charles Martial Lavigerie (1882)

- Domenico Agostini
- Charles Martial Lavigerie
- Joaquín Lluch y Garriga OCD
- Edward MacCabe
- Angelo Jacobini
- Carlo Laurenzi
- Francesco Ricci Paracciani

## 25. September 1882
- Angelo Bianchi
- Włodzimierz Czacki

## 24. März 1884
- José Sebastião d’Almeida Neto OFM
- Guglielmo Sanfelice D’Acquavella OSB

## 10. November 1884

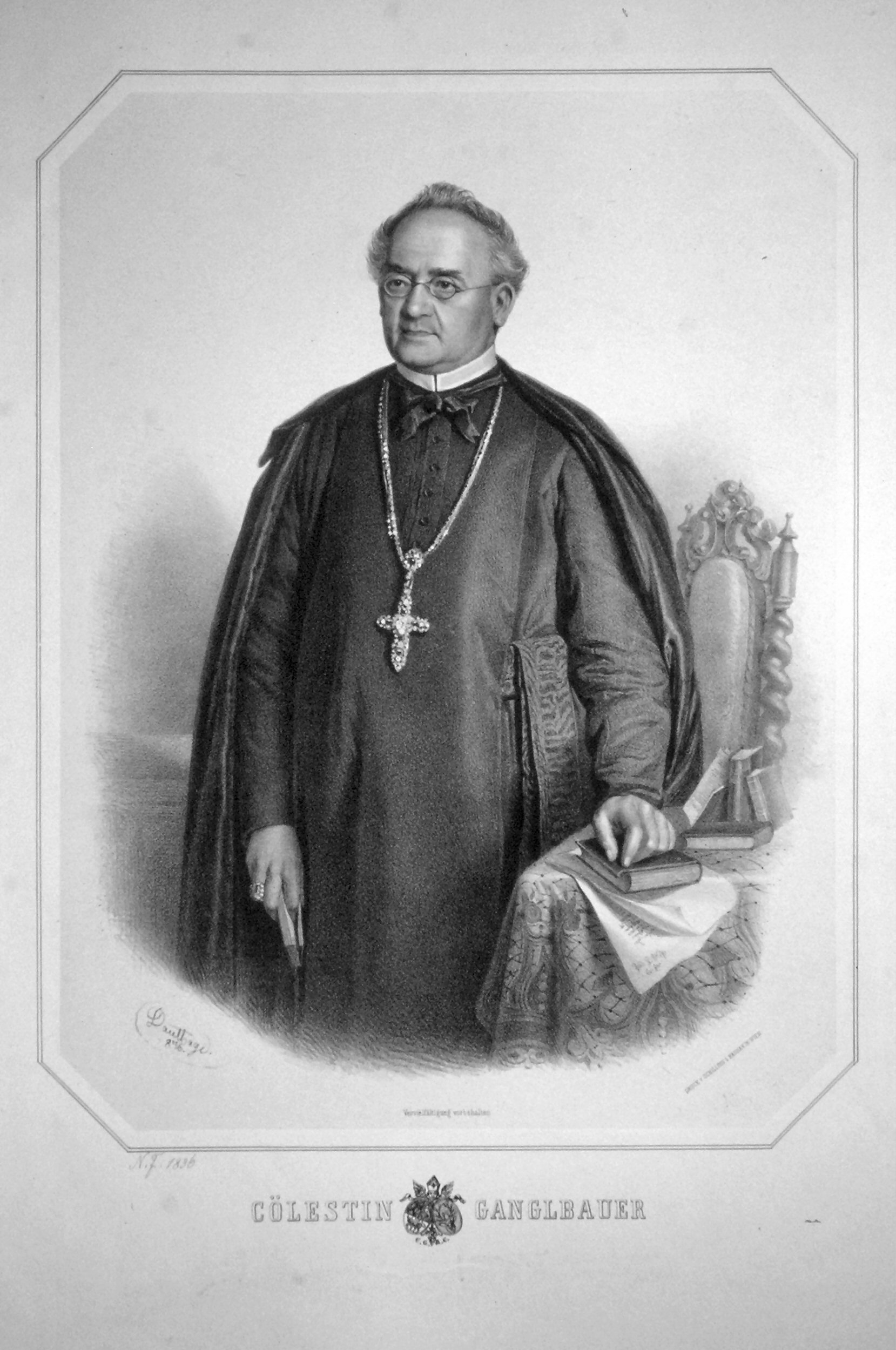
Cölestin Josef Ganglbauer (1876)

- Michelangelo Celesia OSB
- Antolín Monescillo y Viso
- Guglielmo Massaia OFMCap
- Cölestin Josef Ganglbauer OSB
- Zeferino González y Díaz Tuñón OP
- Carmine Gori-Merosi
- Ignazio Masotti
- Isidoro Verga
- Pietro Lasagni

## 27. Juli 1885
- Paulus Melchers

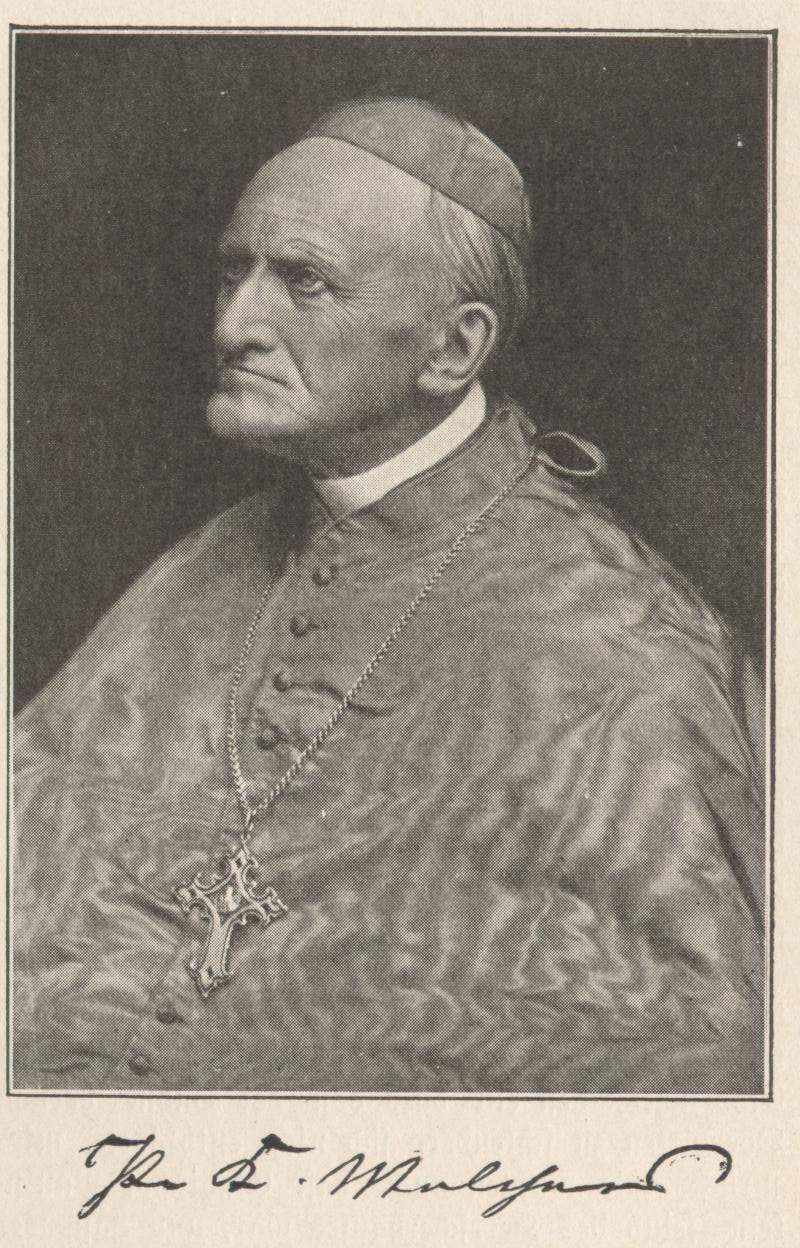
Paulus Melchers

- Alfonso Capecelatro di Castelpagano CO
- Francesco Battaglini
- Francis Patrick Moran
- Placido Maria Schiaffino OSB
- Carlo Cristofori

## 7. Juni 1886
- Victor-Félix Bernadou
- Elzéar-Alexandre Taschereau
- Benoît-Marie Langénieux
- James Gibbons
- Charles-Philippe Place
- Augusto Theodoli
- Camillo Mazzella SJ

## 14. März 1887
- Serafino Vannutelli
- Gaetano Aloisi Masella
- Luigi Giordani
- Camillo Siciliano di Rende
- Mariano Rampolla del Tindaro

## 23. Mai 1887
- Luigi Pallotti
- Agostino Bausa OP

## 11. Februar 1889
- Giuseppe Benedetto Dusmet OSB
- Giuseppe D’Annibale
- Luigi Macchi

## 24. Mai 1889

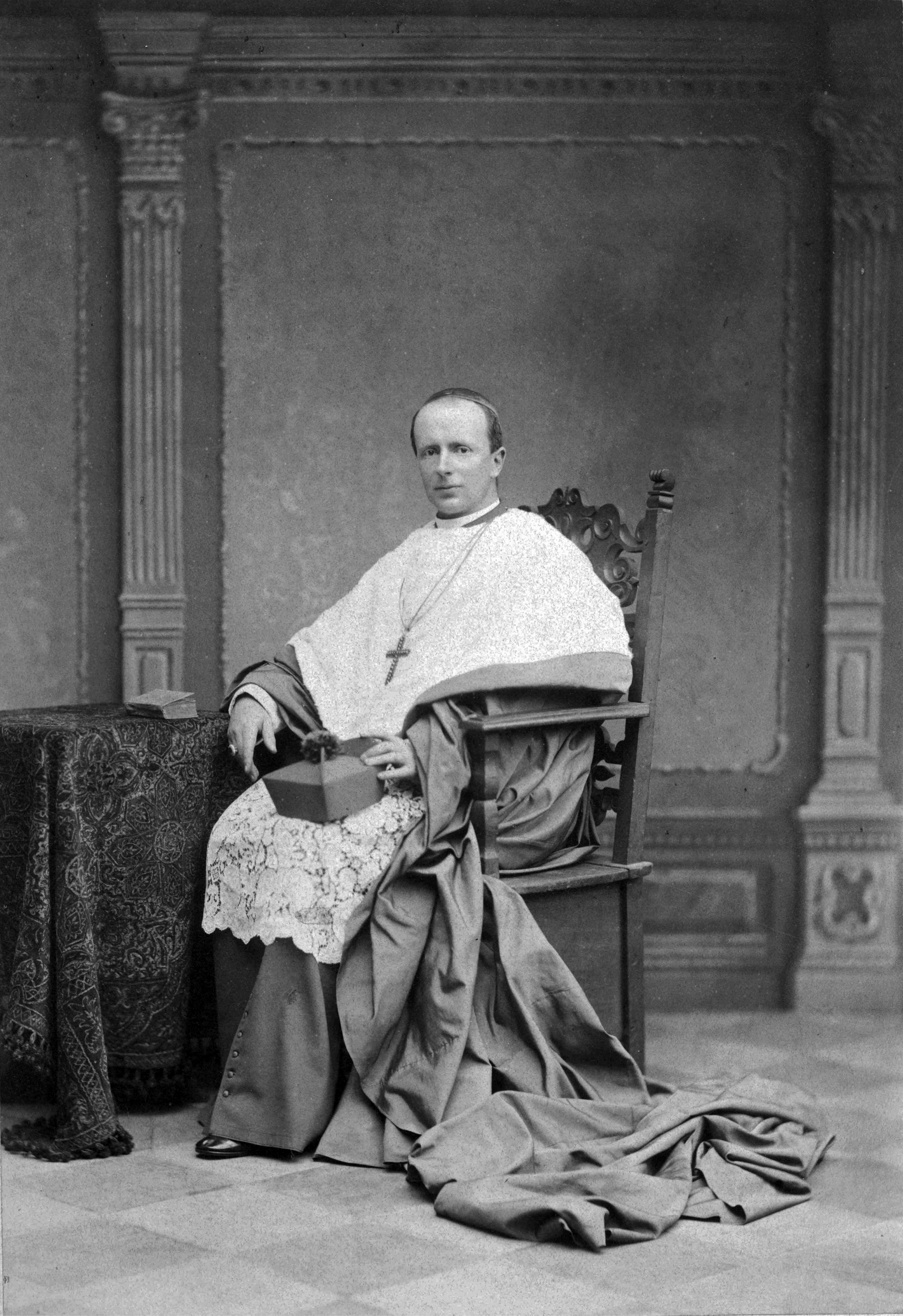
Franziskus von Paula Schönborn (vor 1899)

- François-Marie-Benjamin Richard
- Joseph Alfred Foulon
- Aimé-Victor-François Guilbert
- Pierre-Lambert Goossens
- Franziskus von Paula Schönborn
- Achille Apolloni
- Gaetano de Ruggiero

## 30. Dezember 1889
- in pectore Vincenzo Vannutelli

## 23. Juni 1890
- Sebastiano Galeati
- Gaspard Mermillod
- Albin Dunajewski
- Vincenzo Vannutelli

## 1. Juni 1891
- Luigi Rotelli
- Anton Josef Gruscha

## 14. Dezember 1891
- Fulco Luigi Ruffo-Scilla
- Luigi Sepiacci OSA

## 16. Januar 1893
- Giuseppe Guarino
- Mario Mocenni
- Amilcare Malagola
- Angelo Di Pietro
- Benito Sanz y Fores
- Guillaume-René Meignan
- Léon-Benoit-Charles Thomas
- Philipp Krementz

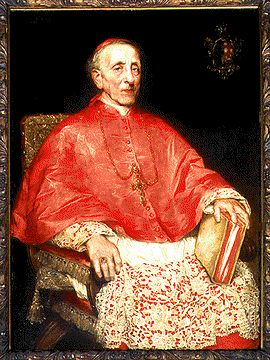
Philipp Krementz

- Ignatius Camillus William Mary Peter Persico OFM
- Luigi Galimberti
- Michael Logue
- Kolos Ferenc Vaszary OSB
- Herbert Vaughan
- Georg von Kopp

- in pectore Adolphe-Louis-Albert Perraud
- in pectore Andreas Steinhuber SJ

## 12. Juni 1893
- Victor Lécot
- Giuseppe Maria Granniello

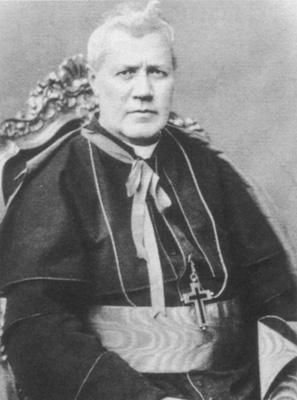
Giuseppe Sarto, der spätere Pius X.

- Joseph-Christian-Ernest Bourret CO
- Lőrinc Schlauch
- Giuseppe Melchiorre Sarto (später Papst Pius X.)

## 18. Mai 1894
- Egidio Mauri OP
- Ciriaco María Sancha y Hervás
- Domenico Svampa
- Andrea Carlo Ferrari
- Francesco Segna
- Andreas Steinhuber SJ

## 29. November 1895

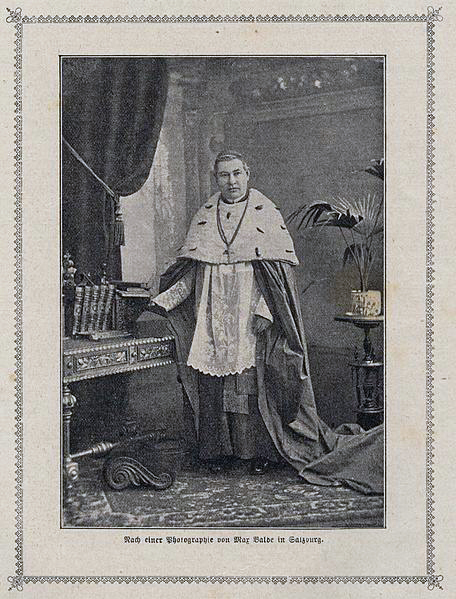
Johannes Evangelist Haller (1895)

- Sylwester Sembratowicz
- Francesco di Paola Satolli
- Johannes Evangelist Haller
- Salvador Casañas y Pagés
- Girolamo Maria Gotti OCD
- Jean-Pierre Boyer
- Achille Manara
- Antonio María Cascajares y Azara
- Adolphe-Louis-Albert Perraud

## 22. Juni 1896
- Domenico Maria Jacobini
- Antonio Agliardi
- Domenico Ferrata
- Serafino Cretoni

## 30. November 1896
- Raffaele Pierotti OP
- Giuseppe Antonio Ermenegildo Prisco

## 19. April 1897
- José María Martín de Herrera y de la Iglesia
- Pierre-Hector Coullié
- Guillaume-Marie-Joseph Labouré
- Guillaume-Marie-Romain Sourrieu

## 18. Juni 1899

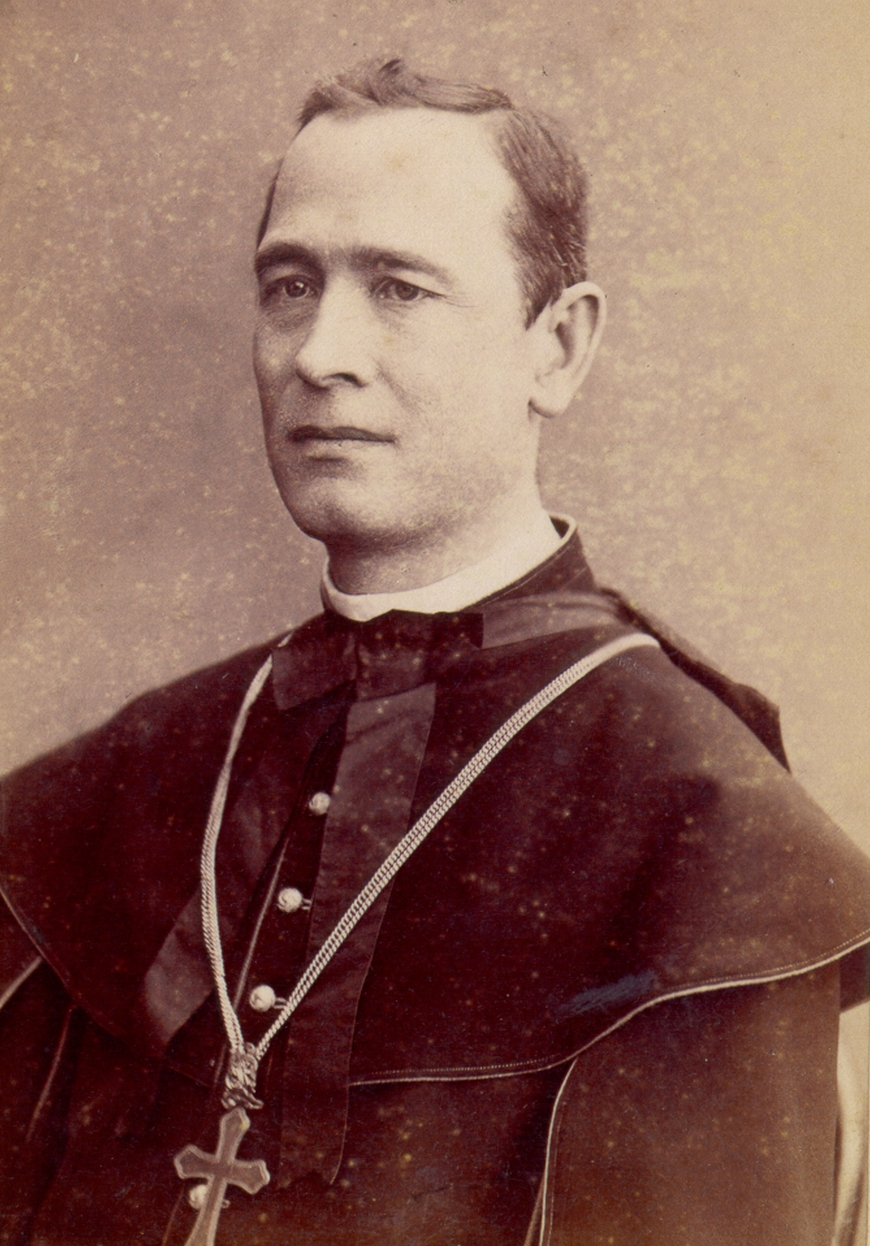
Jakob Missia (vor 1902)

- Giovanni Battista Casali del Drago
- Francesco di Paola Cassetta
- Gennaro Portanova
- Giuseppe Francica-Nava de Bontifè
- Agostino Ciasca OSA
- François-Désiré Mathieu
- Pietro Respighi
- Agostino Richelmy
- Jakob Missia
- Luigi Trombetta
- José de Calasanz Félix Santiago Vives y Tutó OFMCap

- in pectore Alessandro Sanminiatelli Zabarella
- in pectore Francesco Salesio Della Volpe

## 15. April 1901
- Donato Maria dell’Olio
- Sebastiano Martinelli
- Casimiro Gennari
- Leo Skrbenský von Hříště
- Giulio Boschi
- Agostino Gaetano Riboldi
- Jan Puzyna de Kosielsko
- Bartolomeo Bacilieri
- Luigi Tripepi
- Felice Cavagnis

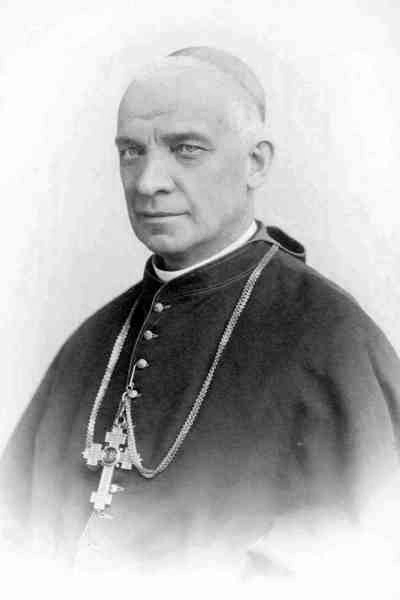
Jan Puzyna

- Alessandro Sanminiatelli Zabarella
- Francesco Salesio Della Volpe

## 22. Juni 1903
- Carlo Nocella
- Beniamino Cavicchioni
- Andrea Aiuti
- Emidio Taliani

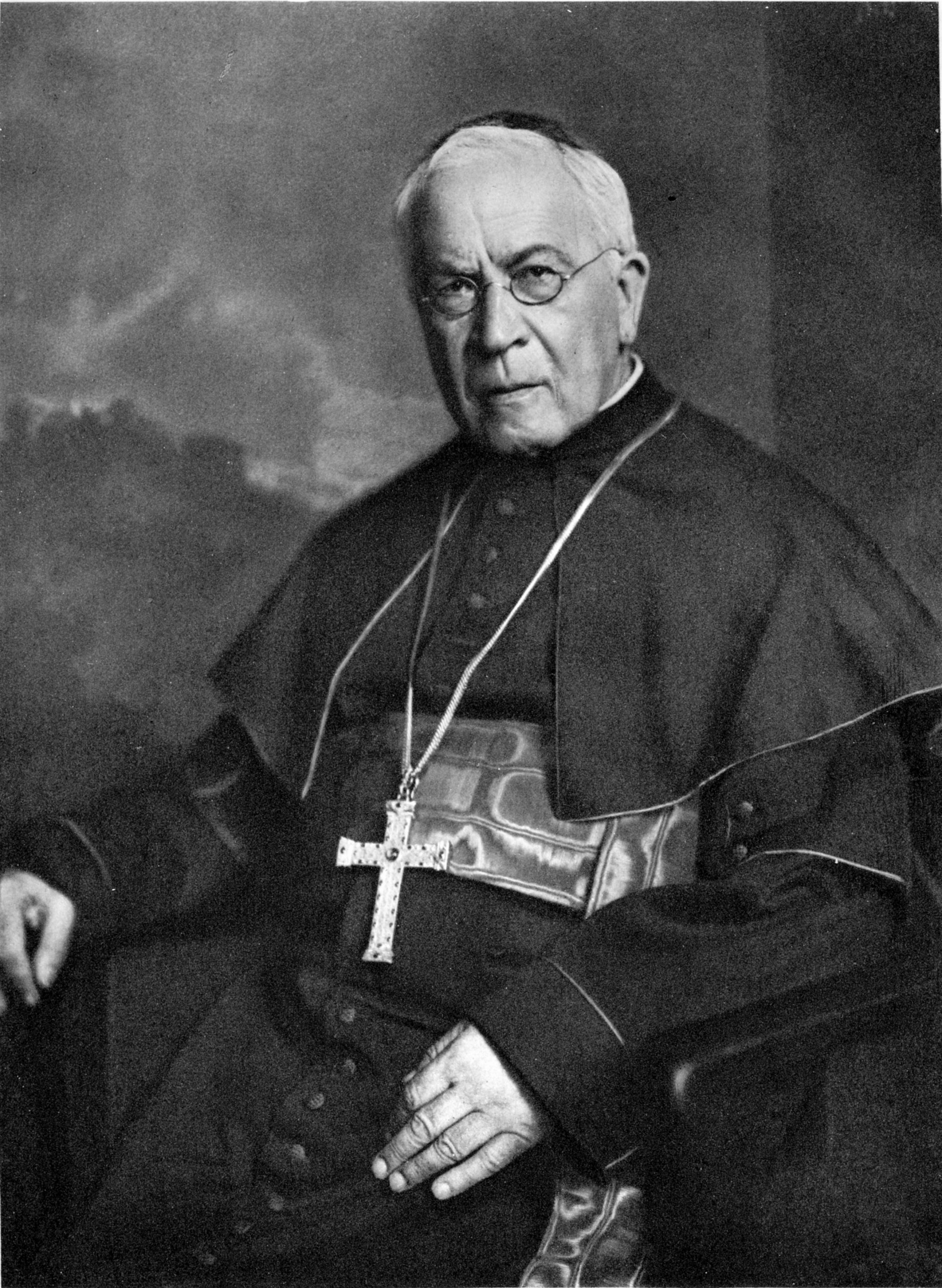
Anton Fischer

- Sebastián Herrero Espinosa de los Monteros
- Johannes Baptist Katschthaler
- Anton Fischer